# أرشيف غزة المركزي
الأرشيف المركزي لمدينة غزة كان مركز أرشيف ودراسة موجود في قطاع غزة. يحتوي المركز على 150 عامًا من المواد الأرشيفية المتعلقة بالحياة والثقافة الفلسطينية، وقد تم تدمير المركز في أواخر نوفمبر 2023 خلال الحرب الفلسطينية الإسرائيلية 2023-2024.
تواجدت الملفات والوسائط الأرشيفة داخل مبنى بلدية مدينة غزة. واحتوى الأرشيف على مواد توثق حياة الفلسطينيين منذ 150 عامًا، بالإضافة إلى مواد تتعلق بالتنمية الحضرية. وكان الأرشيف المركزي يحتوي على مخططات لمبانٍ قديمة ذات قيمة أثرية، ووثائق بخط يد شخصيات وطنية معروفة، إضافة إلى الارشيف المركزي للمدينة وخرائط ودراسات هندسية ودوائر التحكم والمراقبة لآبار المياه وشبكات الصرف الصحي.

## تدميره
أفاد كل من المركز الفلسطيني للإعلام وقناة الجزيرة بأن أرشيف غزة المركزي كان هدفًا إسرائيليًا محتملاً منذ 7 أكتوبر 2023. وفي أواخر تشرين الثاني/نوفمبر أدى القصف الإسرائيلي العنيف إلى تدمير الأرشيف المركزي لمدينة غزة بشكل كامل بالإضافة إلى تدمير مركز رشاد الشوا الثقافي التاريخي وتدمير المكتبة المركزية لبلدية غزة، التي كانت تشكل مركزا ثقافيا يحتوي على غرف متعددة. وطال القصف طابقين من المبنى المؤلف من خمسة طوابق، وأدى إلى إحراق وثائق تاريخية ذات قيمة كبيرة في الارشيف المركزي، وإعدام آلاف الوثائق التاريخية.